# Cynema alutacea
Cynema alutacea är en svampart som beskrevs av Maas Geest. & E. Horak 1995. Cynema alutacea ingår i släktet Cynema och familjen Tricholomataceae.   Inga underarter finns listade i Catalogue of Life.